# La Périchole
La Périchole (in italiano La cantante e il dittatore) è un'opera buffa in tre atti di Jacques Offenbach. Henri Meilhac e Ludovic Halévy scrissero  il libretto in francese, basandolo su Le Carrosse du Saint-Sacrament, commedia in un atto scritta nel 1829 da Prosper Mérimée.
Il personaggio del titolo, "La Périchole", si basa su Micaela Villegas, un'intrattenitrice peruviana del XVIII secolo amante di Manuel de Amat y Juniet, viceré del Perù nel periodo 1761-1776. La storia riguarda due cantanti peruviani di strada, troppo poveri per permettersi una licenza di matrimonio e un viceré lascivo, don Andrès de Ribeira, che vuole fare della Périchole la sua amante.

## Rappresentazioni
L'opera debuttò, in una versione in due atti, il 6 ottobre 1868 presso il Théâtre des Variétés di Parigi con Hortense Schneider nel ruolo del titolo e José Dupuis come Piquillo.

## Trama
Luogo: Lima, Perù

## Discografia parziale
- La Perichole - Igor Markevitch, 2003 Warner
- La Perichole - Patrice Munsel/Rosalind Elias/Cyril Ritchard/Theodore Uppman/Paul Franke/Heidi Krall/Madelaine Chambers/Metropolitan Opera Orchestra & Chorus/Calvin Marsh/Ralph Herbert/Charles Anthony Caruso/Jean Morel/Alessio De Paolis, 1957 Naxos
- La Périchole - Régine Crespin/Vanzo/Bastin/Friedman/Trigeau/Orchestre Philharmonique de Strabourg/Choeurs de l'Opéra du Rhin/dir. Alain Lombard, 1977 Erato
- La Périchole - Teresa Berganza/José Carreras/Gabriel Bacquier/Chœur et Orchestre du Capitole de Toulouse/Michel Plasson, EMI.